# WTA-toernooi van Los Angeles
Het WTA-toernooi van Los Angeles  was een jaarlijks terugkerend tennistoernooi voor vrouwen dat werd georganiseerd nabij de Amerikaanse stad Los Angeles, in de Manhattan Beach Country Club (1983–2002). Vanwege de locatie werd het toernooi ook wel WTA-toernooi van Manhattan Beach genoemd. In de laatste periode (2003–2009) was het Home Depot Center in Carson het strijdtoneel. Beide locaties liggen circa 30 km buiten Los Angeles. De officiële naam van het toernooi was tijdens de laatste editie in 2009 LA Women's Tennis Championships.
De WTA organiseerde het toernooi dat in 2009 in de categorie "Premier" viel en werd gespeeld op hardcourtbanen. De eerste editie in het open tijdperk werd in 1968 gehouden, de laatste in 2009. Daarna verdween het van de WTA-kalender ten gunste van het WTA-toernooi van San Diego.
Een historisch toernooi werd hier sinds 1927 gehouden onder de naam Pacific Southwest Championships.

## Officiële namen
Het toernooi heeft meerdere namen gekend, afhankelijk van de hoofdsponsor:
- 1927-1972: Pacific Southwest (Championships)
- 1973: British Motor Cars of Los Angeles
- 1977–1978: Virginia Slims of Los Angeles
- 1979–1982: Avon Championships of Los Angeles
- 1983–1994: Virginia Slims of Los Angeles
- 1995–1999: Acura Classic
- 2000–2001: estyle.com Classic
- 2002–2006: JPMorgan Chase Open
- 2007–2008: East West Bank Classic
- 2009: LA Women's Tennis Championships

## Meervoudig winnaressen enkelspel
| speelster             | aantal titels | in de jaren                                    |
| --------------------- | ------------- | ---------------------------------------------- |
| / Martina Navrátilová | 8             | 1978, 1980, 1981, 1983, 1986, 1989, 1992, 1993 |
| Chris Evert           | 4             | 1977, 1979, 1984, 1988                         |
| Lindsay Davenport     | 4             | 1996, 1998, 2001, 2004                         |
| / Monica Seles        | 3             | 1990, 1991, 1997                               |
| Maureen Connolly      | 2             | 1951, 1952                                     |
| Serena Williams       | 2             | 1999, 2000                                     |
| Kim Clijsters         | 2             | 2003, 2005                                     |

## Finales

### Enkelspel
| Datum      | Naam                        | Cat.    | ($)     | Ondergrond        | Winnares                 | Verliezend finaliste | Uitslag       |         |
| ---------- | --------------------------- | ------- | ------- | ----------------- | ------------------------ | -------------------- | ------------- | ------- |
| 1951-09-09 | Pacific Southwest Champ's   |         |         |                   | Maureen Connolly         | Beverly Baker        | 9-7, 6-4      |         |
| 1952-09-13 | Pacific Southwest Champ's   |         |         |                   | Maureen Connolly         | Doris Hart           | 6-4, 3-6, 6-1 |         |
| 1960-09-19 | Pacific Southwest Champ's   |         |         | hardcourt, buiten | Ann Haydon-Jones         | Darlene Hard         | 6-4, 6-3      |         |
| 1963-09-15 | Pacific Southwest Champ's   |         |         | hardcourt, buiten | Darlene Hard             | Billie Jean Moffitt  | 6-3, 6-3      |         |
| 1964-09-29 | Pacific Southwest Champ's   |         |         | hardcourt, buiten | Maria Bueno              | Billie Jean Moffitt  | 3-6, 6-3, 6-2 |         |
| 1965-09-26 | Pacific Southwest Champ's   |         |         | hardcourt, buiten | Carole Caldwell-Graebner | Tory Fretz           | 6-4, 6-4      |         |
| 1966-09-25 | Pacific Southwest Champ's   |         |         | hardcourt, buiten | Maria Bueno              | Patti Hogan          | 6-2, 6-2      |         |
| 1967-09-18 | Pacific Southwest Champ's   |         |         | hardcourt, binnen | Billie Jean King         | Rosie Casals         | 6-0, 6-4      |         |
| 1968-09-14 | Pacific Southwest Champ's   |         |         | hardcourt, binnen | Rosie Casals             | Maria Bueno          | 6-4, 6-1      |         |
| 1969-09-22 | Pacific Southwest Open      |         |         | hardcourt, binnen | Billie Jean King         | Ann Haydon-Jones     | 6-2, 6-3      |         |
| 1970-09-21 | Pacific Southwest           |         |         | hardcourt         | Sharon Walsh             | Lesley Hunt          | 6-3, 6-2      |         |
| 1971-09-20 | Pacific Southwest Champ's   |         | 18.000  | hardcourt, buiten | Rosie Casals             | Billie Jean King     | walk-over     |         |
| 1972-09-18 | Pacific Southwest Champ's   |         |         | hardcourt         | Marita Redondo           | Janice Metcalf       | 6-3, 5-7, 6-2 |         |
| 1973-01-23 | British Motor Cars of LA    |         | 25.000  | hardcourt, binnen | Margaret Court           | Nancy Gunter         | 7-5, 6-7, 7-5 |         |
| 1977-02-14 | Virginia Slims of LA        |         | 100.000 | hardcourt, binnen | Chris Evert              | Martina Navrátilová  | 6-2, 2-6, 6-1 | details |
| 1978-01-23 | Virginia Slims of LA        |         | 100.000 | hardcourt, binnen | Martina Navrátilová      | Rosie Casals         | 6-3, 6-2      | details |
| 1979-02-12 | Avon Champ's of Los Angeles |         | 150.000 | hardcourt, binnen | Chris Evert              | Martina Navrátilová  | 6-3, 6-4      | details |
| 1980-02-04 | Avon Champ's of Los Angeles |         | 125.000 | hardcourt, binnen | Martina Navrátilová      | Tracy Austin         | 6-2, 6-0      | details |
| 1981-03-02 | Avon Champ's of Los Angeles |         | 150.000 | tapijt, binnen    | Martina Navrátilová      | Andrea Jaeger        | 6-4, 6-0      | details |
| 1982-03-01 | Avon Champ's of Los Angeles |         | 150.000 | tapijt, binnen    | Mima Jaušovec            | Sylvia Hanika        | 6-2, 7-6      | details |
| 1983-08-08 | Virginia Slims of LA        |         | 150.000 | hardcourt, buiten | Martina Navrátilová      | Chris Evert          | 6-1, 6-3      | details |
| 1984-10-01 | Virginia Slims of LA        |         | 150.000 | hardcourt, buiten | Chris Evert              | Wendy Turnbull       | 6-2, 6-3      | details |
| 1985-07-23 | Virginia Slims of LA        |         | 250.000 | hardcourt, buiten | Claudia Kohde-Kilsch     | Pam Shriver          | 6-2, 6-4      | details |
| 1986-08-11 | Virginia Slims of LA        |         | 250.000 | hardcourt, buiten | Martina Navrátilová      | Chris Evert          | 7-6, 6-3      | details |
| 1987-08-10 | Virginia Slims of LA        |         | 250.000 | hardcourt, buiten | Steffi Graf              | Chris Evert          | 6-3, 6-4      | details |
| 1988-08-08 | Virginia Slims of LA        | Tier II | 300.000 | hardcourt, buiten | Chris Evert              | Gabriela Sabatini    | 2-6, 6-1, 6-1 | details |
| 1989-08-07 | Virginia Slims of LA        | Tier II | 300.000 | hardcourt, buiten | Martina Navrátilová      | Gabriela Sabatini    | 6-0, 6-2      | details |
| 1990-08-13 | Virginia Slims of LA        | Tier II | 350.000 | hardcourt, buiten | Monica Seles             | Martina Navrátilová  | 6-4, 3-6, 7-6 | details |
| 1991-08-12 | Virginia Slims of LA        | Tier II | 350.000 | hardcourt, buiten | Monica Seles             | Kimiko Date          | 6-3, 6-1      | details |
| 1992-08-10 | Virginia Slims of LA        | Tier II | 350.000 | hardcourt, buiten | Martina Navrátilová      | Monica Seles         | 6-4, 6-2      | details |
| 1993-08-09 | Virginia Slims of LA        | Tier II | 375.000 | hardcourt, buiten | Martina Navrátilová      | Arantxa Sánchez      | 7-5, 7-6      | details |
| 1994-08-08 | Virginia Slims of LA        | Tier II | 400.000 | hardcourt, buiten | Amy Frazier              | Ann Grossman         | 6-1, 6-3      | details |
| 1995-08-07 | Acura Classic               | Tier II | 430.000 | hardcourt, buiten | Conchita Martínez        | Chanda Rubin         | 4-6, 6-1, 6-3 | details |
| 1996-08-12 | Acura Classic               | Tier II | 450.000 | hardcourt, buiten | Lindsay Davenport        | Anke Huber           | 6-2, 6-3      | details |
| 1997-08-04 | Acura Classic               | Tier II | 450.000 | hardcourt, buiten | Monica Seles             | Lindsay Davenport    | 5-7, 7-5, 6-4 | details |
| 1998-08-10 | Acura Classic               | Tier II | 450.000 | hardcourt, buiten | Lindsay Davenport        | Martina Hingis       | 4-6, 6-4, 6-3 | details |
| 1999-08-09 | Acura Classic               | Tier II | 520.000 | hardcourt, buiten | Serena Williams          | Julie Halard-Decugis | 6-1, 6-4      | details |
| 2000-08-07 | estyle.com Classic          | Tier II | 535.000 | hardcourt, buiten | Serena Williams          | Lindsay Davenport    | 4-6, 6-4, 7-6 | details |
| 2001-08-06 | estyle.com Classic          | Tier II | 565.000 | hardcourt, buiten | Lindsay Davenport        | Monica Seles         | 6-3, 7-5      | details |
| 2002-08-05 | JPMorgan Chase Open         | Tier II | 585.000 | hardcourt, buiten | Chanda Rubin             | Lindsay Davenport    | 5-7, 7-6, 6-3 | details |
| 2003-08-04 | JPMorgan Chase Open         | Tier II | 635.000 | hardcourt, buiten | Kim Clijsters            | Lindsay Davenport    | 6-1, 3-6, 6-1 | details |
| 2004-07-19 | JPMorgan Chase Open         | Tier II | 585.000 | hardcourt, buiten | Lindsay Davenport        | Serena Williams      | 6-1, 6-3      | details |
| 2005-08-08 | JPMorgan Chase Open         | Tier II | 585.000 | hardcourt, buiten | Kim Clijsters            | Daniela Hantuchová   | 6-4, 6-1      | details |
| 2006-08-07 | JPMorgan Chase Open         | Tier II | 600.000 | hardcourt, buiten | Jelena Dementjeva        | Jelena Janković      | 6-3, 4-6, 6-4 | details |
| 2007-08-06 | East West Bank Classic      | Tier II | 600.000 | hardcourt, buiten | Ana Ivanović             | Nadja Petrova        | 7-5, 6-4      | details |
| 2008-07-21 | East West Bank Classic      | Tier II | 600.000 | hardcourt, buiten | Dinara Safina            | Flavia Pennetta      | 6-4, 6-2      | details |
| 2009-08-03 | LA Women's Tennis Champ's   | Premier | 700.000 | hardcourt, buiten | Flavia Pennetta          | Samantha Stosur      | 6-4, 6-3      | details |

### Dubbelspel
| Datum      | Naam                        | Cat.    | ($)     | Ondergrond        | Winnaressen                           | Verliezend finalistes                    | Uitslag          |         |
| ---------- | --------------------------- | ------- | ------- | ----------------- | ------------------------------------- | ---------------------------------------- | ---------------- | ------- |
| 1960-09-19 | Pacific Southwest Champ's   |         |         | hardcourt, buiten | Maria Bueno Darlene Hard              | Ann Haydon-Jones Christine Truman        | 4-6, 7-5, 6-3    |         |
| 1963-09-15 | Pacific Southwest Champ's   |         |         | hardcourt, buiten | Maria Bueno Darlene Hard              | Carole Caldwell Billie Jean Moffitt      | 6-1, 6-4         |         |
| 1964-09-29 | Pacific Southwest Champ's   |         |         | hardcourt, buiten | Rosie Casals Margaret Fredericks      | Kathy Blake Kathleen Harter              | 6-3, 3-6, 7-5    |         |
| 1965-09-26 | Pacific Southwest Champ's   |         |         | hardcourt, buiten | Susan Behlmar Tory Fretz              | Kathy Blake Kathleen Harter              | 2-6, 12-10, 6-4  |         |
| 1966-09-25 | Pacific Southwest Champ's   |         |         | hardcourt, buiten | Rosie Casals Billie Jean King         | Winnie Shaw Virginia Wade                | 6-2, 9-7         |         |
| 1968-09-14 | Pacific Southwest Champ's   |         |         | hardcourt, binnen | Françoise Dürr Ann Haydon-Jones       | Margaret Court Maria Bueno               | 6-3, 6-2         |         |
| 1969-09-22 | Pacific Southwest Open      |         |         | hardcourt, binnen | Rosie Casals Billie Jean King         | Françoise Dürr Ann Haydon-Jones          | 6-8, 8-6, 11-9   |         |
| 1970-09-21 | Pacific Southwest Champ's   |         |         | hardcourt         | Janet Newberry Sharon Walsh           | Esmé Emanuel Cecilia Martinez            | 6-3, 6-4         |         |
| 1971-09-20 | Pacific Southwest Champ's   |         | 18.000  | hardcourt, buiten | Rosie Casals Billie Jean King         | Judy Tegart-Dalton Françoise Dürr        | 6-3, 6-2         |         |
| 1972-09-18 | Pacific Southwest Champ's   |         |         | hardcourt         | Julie Anthony Kathy May               | Ann Lebedeff Patricia Bostrom            | 6-3, 6-3         |         |
| 1973-01-23 | British Motor Cars of LA    |         | 25.000  | hardcourt, binnen | Rosie Casals Julie Heldman            | Margaret Court Lesley Hunt               | forfait          |         |
| 1977-02-14 | Virginia Slims of LA        |         | 100.000 | hardcourt, binnen | Rosie Casals Chris Evert              | Martina Navrátilová Betty Stöve          | 6-2, 6-4         | details |
| 1978-01-23 | Virginia Slims of LA        |         | 100.000 | hardcourt, binnen | Betty Stöve Virginia Wade             | Pam Teeguarden Greer Stevens             | 6-3, 6-2         | details |
| 1979-02-12 | Avon Champ's of Los Angeles |         | 150.000 | hardcourt, binnen | Rosie Casals Chris Evert              | Martina Navrátilová Anne Smith           | 6-4, 1-6, 6-3    | details |
| 1980-02-04 | Avon Champ's of Los Angeles |         | 125.000 | hardcourt, binnen | Rosie Casals Martina Navrátilová      | Kathy Jordan Anne Smith                  | 7-6, 6-2         | details |
| 1981-03-02 | Avon Champ's of Los Angeles |         | 150.000 | tapijt, binnen    | Sue Barker Ann Kiyomura               | Mareen Louie Marita Redondo              | 6-1, 4-6, 6-1    | details |
| 1982-03-01 | Avon Champ's of Los Angeles |         | 150.000 | tapijt, binnen    | Kathy Jordan Anne Smith               | Barbara Potter Sharon Walsh              | 6-3, 7-5         | details |
| 1983-08-08 | Virginia Slims of LA        |         | 150.000 | hardcourt, buiten | Martina Navrátilová Pam Shriver       | Betsy Nagelsen Virginia Ruzici           | 6-1, 6-0         | details |
| 1984-10-01 | Virginia Slims of LA        |         | 150.000 | hardcourt, buiten | Chris Evert Wendy Turnbull            | Bettina Bunge Eva Pfaff                  | 6-2, 6-4         | details |
| 1985-07-23 | Virginia Slims of LA        |         | 250.000 | hardcourt, buiten | Claudia Kohde-Kilsch Helena Suková    | Hana Mandlíková Wendy Turnbull           | 6-4, 6-2         | details |
| 1986-08-11 | Virginia Slims of LA        |         | 250.000 | hardcourt, buiten | Martina Navrátilová Pam Shriver       | Claudia Kohde-Kilsch Helena Suková       | 6-4, 6-3         | details |
| 1987-08-10 | Virginia Slims of LA        |         | 250.000 | hardcourt, buiten | Martina Navrátilová Pam Shriver       | Zina Garrison Lori McNeil                | 6-3, 6-4         | details |
| 1988-08-08 | Virginia Slims of LA        | Tier II | 300.000 | hardcourt, buiten | Patty Fendick Jill Hetherington       | Gigi Fernández Robin White               | 7-6, 5-7, 6-4    | details |
| 1989-08-07 | Virginia Slims of LA        | Tier II | 300.000 | hardcourt, buiten | Martina Navrátilová Wendy Turnbull    | Mary Joe Fernandez Claudia Kohde-Kilsch  | 5-2, opg.        | details |
| 1990-08-13 | Virginia Slims of LA        | Tier II | 350.000 | hardcourt, buiten | Gigi Fernández Jana Novotná           | Mercedes Paz Gabriela Sabatini           | 6-3, 4-6, 6-4    | details |
| 1991-08-12 | Virginia Slims of LA        | Tier II | 350.000 | hardcourt, buiten | Larisa Neiland Natallja Zverava       | Gretchen Magers Robin White              | 6-1, 2-6, 6-2    | details |
| 1992-08-10 | Virginia Slims of LA        | Tier II | 350.000 | hardcourt, buiten | Arantxa Sánchez Helena Suková         | Zina Garrison Pam Shriver                | 6-4, 6-2         | details |
| 1993-08-09 | Virginia Slims of LA        | Tier II | 375.000 | hardcourt, buiten | Arantxa Sánchez Helena Suková         | Gigi Fernández Natallja Zverava          | 7-6, 6-3         | details |
| 1994-08-08 | Virginia Slims of LA        | Tier II | 400.000 | hardcourt, buiten | Julie Halard Nathalie Tauziat         | Jana Novotná Lisa Raymond                | 6-1, 0-6, 6-1    | details |
| 1995-08-07 | Acura Classic               | Tier II | 430.000 | hardcourt, buiten | Gigi Fernández Natallja Zverava       | Larisa Neiland Gabriela Sabatini         | 7-5, 6-7, 7-5    | details |
| 1996-08-12 | Acura Classic               | Tier II | 450.000 | hardcourt, buiten | Lindsay Davenport Natallja Zverava    | Amy Frazier Kimberly Po                  | 6-1, 6-4         | details |
| 1997-08-04 | Acura Classic               | Tier II | 450.000 | hardcourt, buiten | Yayuk Basuki Caroline Vis             | Larisa Neiland Helena Suková             | 7-6, 6-3         | details |
| 1998-08-10 | Acura Classic               | Tier II | 450.000 | hardcourt, buiten | Martina Hingis Natallja Zverava       | Tamarine Tanasugarn Olena Tatarkova      | 6-4, 6-2         | details |
| 1999-08-09 | Acura Classic               | Tier II | 520.000 | hardcourt, buiten | Larisa Neiland Arantxa Sánchez        | Lisa Raymond Rennae Stubbs               | 6-2, 6-7, 6-0    | details |
| 2000-08-07 | estyle.com Classic          | Tier II | 535.000 | hardcourt, buiten | Els Callens Dominique Van Roost       | Kimberly Po Anne-Gaëlle Sidot            | 6-2, 7-5         | details |
| 2001-08-06 | estyle.com Classic          | Tier II | 565.000 | hardcourt, buiten | Kimberly Po-Messerli Nathalie Tauziat | Nicole Arendt Caroline Vis               | 6-3, 7-5         | details |
| 2002-08-05 | JPMorgan Chase Open         | Tier II | 585.000 | hardcourt, buiten | Kim Clijsters Jelena Dokić            | Daniela Hantuchová Ai Sugiyama           | 3-6, 3-6         | details |
| 2003-08-04 | JPMorgan Chase Open         | Tier II | 635.000 | hardcourt, buiten | Mary Pierce Rennae Stubbs             | Jelena Bovina Els Callens                | 6-3, 6-3         | details |
| 2004-07-19 | JPMorgan Chase Open         | Tier II | 585.000 | hardcourt, buiten | Nadja Petrova Meghann Shaughnessy     | Conchita Martínez Virginia Ruano Pascual | 6-7, 6-4, 6-3    | details |
| 2005-08-08 | JPMorgan Chase Open         | Tier II | 585.000 | hardcourt, buiten | Jelena Dementjeva Flavia Pennetta     | Angela Haynes Bethanie Mattek            | 6-2, 6-4         | details |
| 2006-08-07 | JPMorgan Chase Open         | Tier II | 600.000 | hardcourt, buiten | Virginia Ruano Pascual Paola Suárez   | Daniela Hantuchová Ai Sugiyama           | 6-3, 6-4         | details |
| 2007-08-06 | East West Bank Classic      | Tier II | 600.000 | hardcourt, buiten | Květa Peschke Rennae Stubbs           | Alicia Molik Mara Santangelo             | 6-0, 6-1         | details |
| 2008-07-21 | East West Bank Classic      | Tier II | 600.000 | hardcourt, buiten | Chan Yung-jan Chuang Chia-jung        | Eva Hrdinová Vladimíra Uhlířová          | 2-6, 7-5, [10-4] | details |
| 2009-08-03 | LA Women's Tennis Champ's   | Premier | 700.000 | hardcourt, buiten | Chuang Chia-jung Yan Zi               | Maria Kirilenko Agnieszka Radwańska      | 6-0, 4-6, [10-7] | details |